# 나옹 (포켓몬)
《나옹》(ニャース, 영어: Meowth)은 포켓몬스터 시리즈에 등장하는 가공의 캐릭터(몬스터)이다.

## 특징
고양이의 모습을 한 포켓몬. 이마에 금화가 달려있다. 금화를 만지거나, 자존심을 망가트리는 자에겐, 미친듯이 히스테리를 부린다.

## 게임에서의 나옹
레벨 28에 페르시온으로 진화하며, 알로라에서는 친밀도가 높은 상태에서 레벨업하면 진화한다. 가라르나옹은 레벨 28에 나이킹으로 진화한다.
《포켓몬스터 썬·문》에서 알로라의 환경에 적응된 리전 폼이 등장하였다. 타입은 악 타입. 적응이 되면서 몸과 귀가 약간 검게 변했다.
《포켓몬스터 소드 실드》에서 가라르 지방의 환경에 적응된 리전 폼이 등장하였다. 타입은 강철 타입이다. 적응이 되면서 수염 같은 털들이 많이 자라고 몸의 일부가 강철처럼 단단해졌다.
《포켓몬 불가사의 던전 파랑 구조대/빨강 구조대》에서는 주인공이 되는 포켓몬의 한 마리이다.
《대난투 스매시브라더스》, 《대난투 스매시브라더스 X》에서는 몬스터 볼에서 출현. 「고양이돈받기」로 상대를 공격한다.

## 그 외의 애니메이션의 나옹
《포켓몬스터》53화 「어린이 날이다 전원집합」에 등장한다.
《포켓몬스터 AG》125화 「그랜드시티 도착! 장화를 신은 나옹!?」에서는 철희의 포켓몬으로 나온다.
포켓몬스터에서는 로켓단에 포켓몬으로 등장하고, 사람 말을 할 수 있다.

## 영화에서의 나옹
- 로켓단의 나옹이 모든 극장판에 등장한다.
- 극장판 《뮤츠의 역습》에서는 다른 포켓몬이 자신의 복제와 싸우는 가운데, 나옹만이 싸움을 하지 않았다.

## 같이 보기
- 포켓몬의 목록